# Okazakijev fragment
Okazakijevi fragmenti su kratki, novosintetisani DNK fragmenti koji su formirani na zaostajućem lancu templeta tokom replikacije DNK. Oni su komplementarni sa zaostajućim lancem templeta, sa kojim formiraju kratke dvolančane DNK sekcije. Okazakijevi fragmenti su između 1 000 do 2 000 nukleotida dugi kod bakterije Escherichia coli, i između 100 do 200 nukleotida dugi kod eukariota. Oni su razdvojeni sa ~10-nukleotida dugim RNK primerima i ostaju neligirani dok se RNK prajmeri ne uklone. Nakon toga enzim ligaza povezuje Okazakijeve fragmente u jedan kontinuirani novo sintetisani komplementarni lanac.
Na vodećem lancu DNK replikacija teče kontinuirano duž DNK molekula dok se početna dvolančana DNK odvija. Na zaostajućem lancu DNK se formira u segmentima, koji se kasnije spajaju DNK ligazom. DNK polimeraza može da sintetiše novu DNK idući samo u jednom smeru duž DNK templeta. Na vodećem lancu ovaj proces je neprekidan, dok je na zaostajućem isprekidan.
Njih su originalno otkrili 1966. Kivako Sakabe i Reiji Okazaki dok su izučavali replikaciju DNK bakterije Ešerihija koli. Dalja istraživanja su sprovedena u kontekstu izučavanja replikacije DNK bakteriofaga kod Ešerihije koli.

## Literatura
- Goldstein Elliott, Lewin Benjamin, Jocelyn E. Krebs; Stephen T. Kilpatrick (2011). Lewin's genes X. Boston: Jones and Bartlett. стр. 329. ISBN 978-0-7637-7992-4.

- Inman RB, Schnos M, Structure of branch points in replicating DNA: Presence of single-stranded connections in lambda DNA branch points. J. Mol Biol. 56: 319—625. 1971. Недостаје или је празан параметар |title= (помоћ), .
- Thommes P, Hubscher U. Eukaryotic DNA replication (1990). „Enzymes and proteins acting at the fork”. Eur. J. Biochem. 194 (3): 699—712., .

## Spoljašnje veze
- Okazaki+fragments на 
- Sinteza DNK